# 大银鱼
大银鱼（学名：Protosalanx chinensis）为輻鰭魚綱胡瓜魚目银鱼科大银鱼属的鱼类。分布于日本、朝鲜以及东海、黄海和渤海沿岸以及通海江河及其附属湖泊等海域，属于咸淡水鱼类，體長可達17公分。该物种的模式产地在中国北方。